# Zenargomyia moorei
Zenargomyia moorei là một loài ruồi trong họ Tachinidae.